# کریسمس سال را نجات می‌دهد
«کریسمس سال را نجات می‌دهد» (به انگلیسی: Christmas Saves The Year) عنوان ترانه‌ای از گروه موسیقی توئنی وان پایلتس است که در تاریخ ۸ دسامبر ۲۰۲۰ منتشر شد. موضوع ترانه مربوط به کریسمس و امید داشتن به آینده پس از گذراندن دنیاگیری کووید ۱۹ می‌باشد. این ترانه پس از استریم یک تورنومنت برای خیریه در بازی فورتنایت توسط تایلر جوزف (خوانندهٔ اصلی گروه) منتشر شد. جوزف تهیه‌کننده و نویسندهٔ متن آهنگ می‌باشد و جاش دان در پس زمینهٔ آهنگ، درام می‌زند.
این دومین تک‌آهنگ گروه در سال ۲۰۲۰ پس از «سطح نگرانی» بود و بصورت یک سوپرایز برای طرفداران منتشر شد.

## موزیک ویدیو
بلافاصله پس از پخش استریم، موزیک ویدیوی این ترانه در سرویس‌های پخش موسیقی در دسترس قرار گرفت.